# Emballonura serii
Emballonura serii is een zoogdier uit de familie van de schedestaartvleermuizen (Emballonuridae). De wetenschappelijke naam van de soort werd voor het eerst geldig gepubliceerd door Flannery in 1994.

## Voorkomen
De soort komt voor in Indonesië.